# ماريو مونتويا يوريبا
ماريو مونتويا يوريبا (بالإسبانية: Mario Montoya)‏ هو مجرم كولومبي، ولد في 29 أبريل 1949 في بوغة ‏ في كولومبيا.